# Bob Miner
Pour les articles homonymes, voir Miner.
Bob Miner (Cicero (Illinois), 23 décembre 1941 – San Francisco, 11 novembre 1994) est l'un des trois fondateurs de l'entreprise Oracle.
Sa participation à la création et au développement de la société lui a permis de gagner une fortune estimée à 300 millions de dollars.
Bob Miner est mort en 1994.